# LFG V 3
Die LFG V 3 Susanna und LFG V 3a Susanne waren kleine Verkehrsflugboote in der Zeit der Weimarer Republik und zwei der zahlreichen zivilen Konstruktionen, die von der Luftfahrzeug-Gesellschaft (LFG) zwischen 1919 und 1926 entworfen, aber größtenteils entweder nicht gebaut wurden oder Einzelstücke blieben. Die Flugzeuge waren zum Transport von Badegästen in die Ostseebäder vorgesehen oder sollten dort vor Ort für Rundflüge mit zahlenden Passagieren genutzt werden.

## Entwicklung
Die V 3 war die ersten Eigenkonstruktion der LFG nach dem Ende des Ersten Weltkriegs und wurde von Gotthold Baatz entworfen. Das Flugboot besaß einen zweistufigen Bootsrumpf aus Aluminium mit Stummelflossen an den Seiten ähnlich der Flugboote von Claude Dornier. Die offene Passagierkabine bot zwei Personen Platz, ein weiterer Notsitz befand sich neben dem Flugzeugführer in der davorliegenden, ebenfalls offenen Besatzungskabine. Die hölzerne Tragfläche war in Hochdeckerbauweise ausgeführt und mit drei Strebenpaaren zum Bug und zur Mitte abgestützt. Auf ihr befand sich auf einem Strebenbock ein Mercedes-Motor mit Druckschraube. Baatz hatte diese Anordnung gewählt, um einsteigende Fluggäste nicht durch die laufende Luftschraube zu gefährden. Der Bau der „Susanna“ wurde mit der Werknummer 80 in der Stralsunder Werft der LFG bewerkstelligt. Anschließend wurde sie als D.253 registriert und zugelassen.
Im Jahr 1920 folgte die ebenfalls von Baatz projektierte Weiterentwicklung V 3a. Sie erhielt die Werknummer 81 und verfügte im Gegensatz zu ihrer Vorgängerin über eine geschlossene Kabine, ebenfalls für zwei Fluggäste ausgelegt. Die Flugzeugführerkabine mit dem dritten Notsitz war weiterhin offen ausgeführt. Außerdem besaß der Bootsrumpf eine geringere Höhe bei größerer Breite und anstatt der Stummelflossen sorgten langgezogene Rumpfwülste an den Seiten für die Stabilität auf dem Wasser. Es war nur eine Stufe ausgebildet, die sich im Bereich des Schwerpunkts befand, danach war die Rumpfunterseite als Kiel ausgebildet. Die Tragfläche war zweiteilig ausgeführt und durch einen Baldachin mit der Kabine verbunden sowie mit N-Streben am Rumpf abgestützt. Als Antrieb fand ein leistungsstärkeres Benz-Triebwerk Verwendung, das direkt über der Kabine montiert war. Die V 3a erhielt ihre Zulassung D-7 im Juni 1920. In der Luftfahrzeugrolle wird eine weitere V 3 mit Benz-Motor und dem Kennzeichen D-84 aufgeführt. Es könnte sich um die Werknummer 82 handeln, die eventuell im Auftrag des Norwegers Christiansen entstand. Wahrscheinlich handelt es sich dabei aber um die erste V 3, die im Oktober 1920 von Christiansen erworben und mit einem Benz-Motor ausgerüstet zur Verschickung nach Hamburg gebracht wurde, wo sich nach der Beschlagnahme des Triebwerks durch die Reichs-Treuhandgesellschaft (RTG) ihre Spur verliert.

## Technische Daten
| Kenngröße             | V 3                                                                              | V 3a                                                                                        |
| --------------------- | -------------------------------------------------------------------------------- | ------------------------------------------------------------------------------------------- |
| Besatzung             | 1                                                                                | 1                                                                                           |
| Passagiere            | 2–3                                                                              | 2–3                                                                                         |
| Spannweite            | 13,32 m                                                                          | 14,45 m                                                                                     |
| Länge                 | 8,33 m                                                                           | 9,50 m                                                                                      |
| Höhe                  | 2,82 m                                                                           | 2,64 m                                                                                      |
| Leermasse             | 700 kg                                                                           | 1200 kg                                                                                     |
| Zuladung              | 430 kg                                                                           | 440 kg                                                                                      |
| Startmasse            | 1130 kg                                                                          | 1640 kg                                                                                     |
| Antrieb               | ein wassergekühlter Sechszylinder-Reihenmotor mit starrer Zweiblatt-Luftschraube | ein wassergekühlter Sechszylinder-Reihenmotor mit starrer Zweiblatt-Luftschraube (ø 2,90 m) |
| Typ                   | Mercedes D II                                                                    | Benz Bz IIIa                                                                                |
| Nennleistung          | 120 PS (88 kW) bei 1400/min                                                      | 185 PS (136 kW) bei 1400/min                                                                |
| Kraftstoffvorrat      | 110 l                                                                            | 195 l                                                                                       |
| Höchstgeschwindigkeit | 135 km/h                                                                         | 150 km/h                                                                                    |
| Reichweite            |                                                                                  | 550 km                                                                                      |
| Flugdauer             |                                                                                  | 4 h                                                                                         |